# Напад на синагогу у Відні
Напад на синагогу у Відні — терористичний акт за участі численних бойовиків, що відбувся 2 листопада 2020 року у столиці Австрії Відні на площі Шведенплац поблизу синагоги Штадттемпель. Внаслідок нападу було вбито щонайменше вісім людей, серед них один із злочинців, кілька осіб дістали поранень, серед них був поліцейський. Це була перша скоординована стрілянина в Європі після терактів в Парижі в листопаді 2015 року та перша взагалі після вибухів в Брюсселі 2016 року.

## Перебіг подій
Напад почався приблизно о 20:00 за місцевим часом на Шведенплац у Відні. Озброєний чоловік зробив кілька пострілів, після чого один із злочинців підірвав себе за допомогою «поясу смертника». Іншим злочинцям вдалося втекти. Також було захоплено сімох заручників у ресторані.

## Реакція
Відразу після нападу у Відні відбулося розгортання великих сил поліції, при цьому всі можливі сили відреагували на інцидент, а поліція попросила населення не виходити на вулиці в цьому районі.
По всій країні було оголошено триденну жалобу, а також закрито всі синагоги.

## Втрати
В результаті нападу семеро людей загинули, в тому числі один зі злочинців, ще кілька отримали поранення, причому один з них, як повідомляється, був співробітником поліції. Українців серед поранених та вбитих не було.

## Учасники
За наявними даними стрілянину розпочали двоє осіб. Один з них був убитий, а іншому вдалося втекти. О 10:00 3 листопада в Лінці було затримано одного з підозрюваних у скоєнні теракту, відомого ісламіста. Також затримали одну або двох жінок, які проходять як свідки у справі.

## Реакція

### Внутрішня
Міністр внутрішніх справ Австрії Карл Негаммер заявив, що влада вважає ці події терактом.